# جمع الجمع
جمع الجمع هو ظاهرة لغوية في العربية، بجمع كلمة معينة هي في الأصل جمع، ليصبح لها صيغة أخرى تدل على الكثرة والزيادة. وهذا النوع من الجمع هو جمع سماعي، أي أنه لا يُقاس عليه وليس له قاعدة ثابتة. هذه الظاهرة ظهرت في بعض الكلمات، وهي قليلة العدد وموروثة عن العرب القدامى. وقد عمد القدماء إلى هذه الظاهرة بهدف المبالغة والإشارة إلى زيادة العدد أو الكثرة في المعنى، حيث كانت الكلمة في جمعها لا تكفي للتعبير عما في النفس من زيادة أو مبالغة. من أبرز العلماء الذين تناولوا هذه الظاهرة: أبو حيان، والمبرد، والإبياري.

## أمثلة على جمع الجمع
| المفرد | الجمع       | جمع الجمع     |
| ------ | ----------- | ------------- |
| قول    | أقوال       | أقاويل        |
| طريق   | طُرق         | طرقات         |
| سيد    | أسياد، سادة | سادات         |
| عدو    | أعداء       | أعادي         |
| عربي   | أعراب       | أعاريب        |
| زهرة   | زهور        | أزاهير        |
| عجل    | عجول        | عجاجيل        |
| يد     | أيد         | أيادٍ          |
| رجل    | رجال        | رجالات        |
| جمل    | جمال        | جمالات، جمائل |

### في القران الكريم
استعمل القرآن الكريم بعض الألفاظ التي هي من جمع الجمع، وهذا يعد دليلاً على صحة هذه الظاهرة وثبوتها في اللسان العربي. ومن ناحية أخرى، يعتبر هذا دليلاً قاطعاً يرفض القول بأنها جموع شاذة، حيث إن القرآن لا يحتوي على أي شيء شاذ أو خارج عن القاعدة. ومن أمثلة ذلك:
1. قوله تعالى: {إنَّها ترمِى بشَرَرٍ كَالْقَصْرِ كَأَنَّه جِمَالاتٌ صُفْرٌ} (المرسلات/ 32، 33).
2. وقوله تعالى: {وَقَالُوا رَبَّنَا إِنَّا أَطَعْنَا سَادَتَنَا وَكُبَرَاءَنَا فَأَضَلُّونَا السَّبِيلَ} (الأحزاب/ 67).

#### في الشعر العربي
- قول أبو الطيب المتنبي:

لك عليَّ أيادٍ سابغة
أعُدُّ منها ولا أعددها.
- وقول كعب بن زهير:

فلا تأخذني بأقوال الوشاة
ولم أذنب، ولو كثرت عني الأقاويل.

## الفرق بين جمع الجمع وجمع المؤنث السالم
قد يتشابه جمع الجمع مع جمع المؤنث السالم في بعض الكلمات مثل: "رجالات" و"سادات"، إلا أن الفارق الجوهري بينهما هو أن جمع الجمع مفرده ليس كلمة مؤنثة، بينما مفرد جمع المؤنث السالم يكون كلمة مؤنثة. وهذا هو الفرق الأساسي بين النوعين. ومن الملاحظ أن البعض قد يخلط بين هذين النوعين فيقول إن الكلمات التي جاءت بصيغة جمع الجمع هي جمع مؤنث سالم شاذ، أو إنها جموع شاذة، وهو رأي خاطئ. فالكلمات التي تأتي على صورة جمع المؤنث السالم هي كلمات جمع الجمع، وليس جموع تأنيث سالمة.
من جهة أخرى، الكلمات التي تأتي بصيغة جمع الجمع على صورة جمع المؤنث السالم لا تأخذ علامات إعراب المؤنث السالم، بل تأخذ علامات إعراب جمع التكسير. وهذا دليل إضافي على أنها ليست جموع تأنيث شاذة. مثال على ذلك، قوله تعالى: {سادتنا} في سورة الأحزاب، حيث جاءت الكلمة في موضع نصب، وكان من المفترض أن تنصب بالكسرة إذا كانت جمع مؤنث سالم، ولكنها نُصبت بالفتحة، مما يثبت أنها من جمع الجمع وليست جمع مؤنث سالم.